# Дружні числа
Дружніми числами називають два натуральні числа такі, що сума всіх дільників першого (за винятком самого числа) дорівнює другому числу, а сума всіх дільників другого числа (за винятком самого числа) рівна першому числу. Наприклад для 220 такими дільниками є числа 1, 2, 4, 5, 10, 11, 20, 22, 44, 55 і 110 сума яких рівна 284, а для 284 дільниками є 1, 2, 4, 71, і 142 сума яких рівна 220. Отже (220,284) є парою дружніх чисел. Найменшими парами дружніх чисел є (220, 284), (1184, 1210), (2620, 2924) (5020, 5564), (6232, 6368), (10744, 10856), (12285, 14595), (17296, 18416), (63020, 76084)

## Способи знаходження
- Правило Табіта

Якщо визначити наступні числа за формулами: 
{\displaystyle p=3\times 2^{n-1}-1},
{\displaystyle q=3\times 2^{n}-1},
{\displaystyle r=9\times 2^{2n-1}-1},
де {\displaystyle n>1} — натуральное число, а {\displaystyle p,\;q,\;r} — прості числа, тоді {\displaystyle 2^{n}pq} і {\displaystyle 2^{n}r} — є парою дружніх чисел. За цими формулами були знайдені пари чисел (220, 284), (17296, 18416) і (9363584, 9437056) відповідно для {\displaystyle n=2,\;4,\;7}, проте інші пари даного виду на цей час невідомі.
- Правило Ейлера

Дане правило є узагальненням правила Табіта. Якщо визначити наступні числа за формулами:
{\displaystyle p=(2^{(n-m)}+1)\times 2^{m}-1},
{\displaystyle q=(2^{(n-m)}+1)\times 2^{n}-1},
{\displaystyle r=(2^{(n-m)}+1)^{2}\times 2^{m+n}-1},
де {\displaystyle m>n>1} — натуральне число, а {\displaystyle p,\;q,\;r} — прості числа, тоді {\displaystyle 2^{n}pq} і {\displaystyle 2^{n}r} — є парою дружніх чисел.
- Правило Борго

Якщо для пари дружніх чисел виду {\displaystyle A=au} і {\displaystyle B=as} числа {\displaystyle s} і {\displaystyle p=u+s+1} є простими, причому {\displaystyle a} не ділиться на {\displaystyle p}, то для всіх тих натуральних {\displaystyle n}, для яких обидва числа {\displaystyle q_{1}=(u+1)p^{n}-1} і {\displaystyle q_{2}=(u+1)(s+1)p^{n}-1} прості, числа {\displaystyle B_{1}=Ap^{n}q_{1}} і {\displaystyle B_{2}=ap^{n}q_{2}} — дружні.

## Відкриті питання
Зараз не відомі відповіді на наступні питання:
- Чи всі пари дружніх чисел мають однакову парність?
- Чи існує пара взаємно-простих дружніх чисел?